# Anathallis acuminata
Anathallis acuminata är en orkidéart som först beskrevs av Carl Sigismund Kunth, och fick sitt nu gällande namn av Alec M. Pridgeon och Mark W. Chase. Anathallis acuminata ingår i släktet Anathallis och familjen orkidéer. Inga underarter finns listade i Catalogue of Life.